# 布萊恩·伊諾

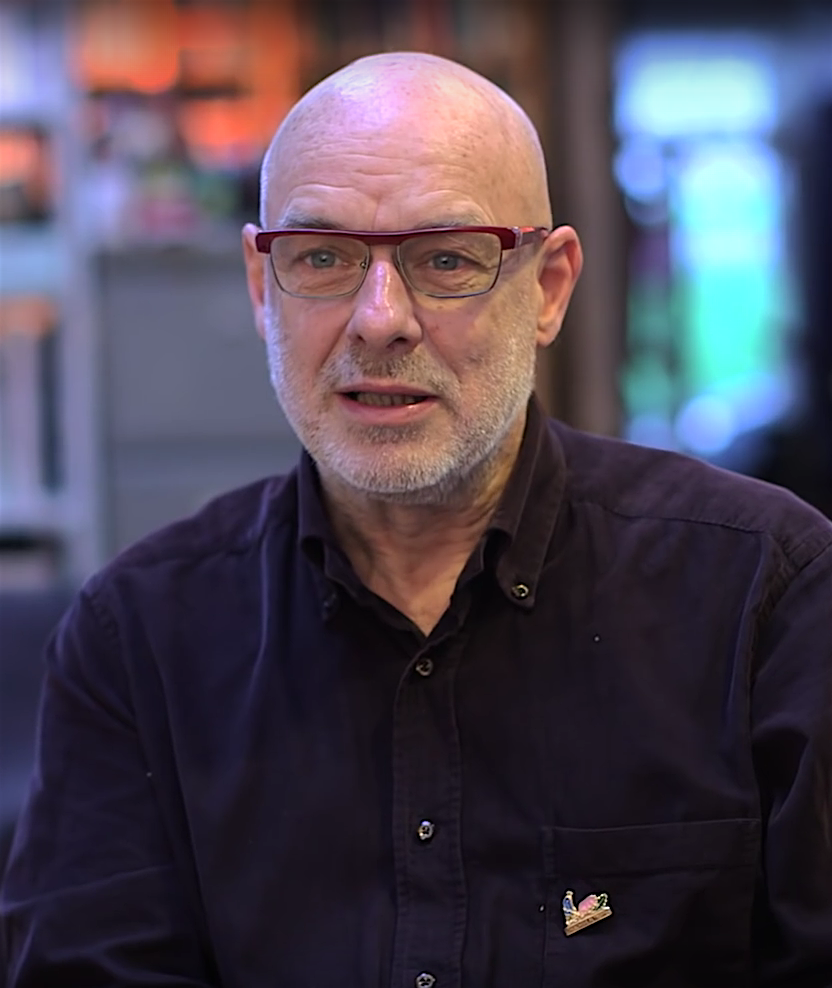
布莱恩·伊诺，摄于2015年

布萊恩·彼得·喬治·聖約翰·勒·巴蒂斯特·德·拉·薩爾·伊諾（英語：Brian Peter George St John le Baptiste de la Salle Eno，1948年5月15日—），簡稱Eno，是一名英国音乐人、作曲家、音乐制作人和音乐理论家。氛围音乐的先锋。常为U2乐团担任唱片制作人。伊诺在艺校学习时，接触到了简约主义，并得到启发发现了简约音乐。但甚至直至他加入羅西音樂担任键盘手和合成器手时，他还基本没有接受过音乐教育。在羅西音樂成功后，伊诺因无法忍受与主唱布萊恩·費瑞的争吵而离團。在发行了三张专辑后，他开始接触实验音乐，并创造了氛围音乐。
1994年，布莱恩·伊诺为微軟公司開發銷售的作業系統Windows 95制作了6秒钟开机音乐《The Microsoft Sound》。他在1996年回憶說：「我為微軟的要求感到震驚。光是描述最終作品的要求，就用了一百多個形容詞。他們想要一種鼓舞人心、普遍、平淡、樂觀、未來、感性、情感的音樂，而最終成品卻只需要3.25秒。在創作時，感覺就好像在做細小的珠寶一樣，對每一毫秒的聲音都非常敏感，我完全陷入這個微小的音樂世界。最終我製作了84個版本給微軟挑選。然後，當我完成了這件事，回到創作3分鐘左右長度的音樂時，突然感覺自己陷入了一片汪洋。」
2014年7月20日，不滿英國廣播公司旗下BBC新聞在報導以巴衝突新聞時疑似偏頗報導偏袒以色列，巴勒斯坦團結運動（Palestine Solidarity Campaign）等組織發動數百人前往BBC總部抗議。抗議者聲援巴勒斯坦，高喊「BBC，你可恥」（BBC, shame on you）。布萊恩·伊諾參加抗議並公開表示，BBC新聞曾經是他生活的支柱、獲取資訊的來源，但BBC近年表現讓他失望，BBC新聞最引以自豪的公正性已經逐漸消失，BBC新聞公正且值得信任的聲譽逐漸被侵蝕。